# Kanton Ligné
Kanton Ligné (fr. Canton de Ligné) je francouzský kanton v departementu Loire-Atlantique v regionu Pays de la Loire. Tvoří ho čtyři obce.

## Obce kantonu
- Le Cellier
- Couffé
- Ligné
- Mouzeil